# 소
소(牛)는 소속에 속한 초식동물로, 가축의 하나이며, 학명은 Bos taurus로 책정된다. 어린 개체는 송아지라 부르며, 소는 사람에게 개 다음으로 일찍부터 가축화되어 경제적 가치가 높아 세계 각지에서 사육되고 있다. 소가 가축화된 것은 기원전 7000년 ~ 6000년경으로, 중앙아시아와 서아시아에서 사육되기 시작하였고, 점차 동서로 퍼지게 되었다고 추정된다.
이집트·메소포타미아·인도·중국 등지에서는 농경에 사용하기 위하여, 유럽에서는 고기와 젖을 얻기 위하여 사육을 시작했다. 소는 돼지고기, 오리고기 등 고기와 우유 등의 유제품, 가죽을 얻기 위한 목적과 수레, 쟁기 등의 짐을 끌게 하기 위해 기른다. 고기소처럼 고기를 얻기 위해서 키우는 소, 우유를 얻기 위해서 키우는 젖소 등이 있다. 산업화 이전에는 달구지나 쟁기를 끄는 데에 주로 이용되었다. 인도와 같은 일부 국가에서 소는 종교의식에서 신과 유사한 예우를 받으며 숭배의 대상이 되고, 먹지도 않는다. 오늘날 지구 상에는 약 14억 마리의 소가 있는 것으로 추정되고 있다.
소는 칼 폰 린네가 처음으로 세 종(種)으로 구별하였다. 하나는 유럽, 아프리카, 아시아에 서식하는 소(학명: Bos taurus)이고, 또 하나는 인도혹소(학명: Bos indicus), 그리고 멸종된 오록스(학명: Bos primigenius)이다. 오록스는 인도혹소와 유럽 소의 조상이다. 최근에 이들은 하나의 종으로 묶이고 있으며, 종종 'Bos primigenius taurus', 'Bos primigenius indicus'와 'Bos primigenius primigenius'의 명칭을 사용한다. 소가 다른 비슷한 종과 이종교배가 가능하다는 점이 분류 문제를 복잡하게 만드는 원인이다.
인도에서는 소를 신성히 여겨 쇠고기를 먹지 않아도 우유는 먹는데, 이는 힌두교의 교리 때문이다. 반면 아르헨티나에서는 1년 365일 쇠고기가 식탁에 올라오지 않는 날이 단 하루도 없다.
체중은 소형 품종을 제외하면 거의 1100kg 이상 정도 된다. 인간이 보편적으로 도축해서 먹는 동물 중 덩치가 가장 크며 힘은 세지만 고집이 있어서 말을 듣지 않는다.
그렇게 암소가 사는 기간은 평균 50개월, 4년 정도다. 한우 중 천수에 가까운 삶을 누리는 소는 씨수소인 '종모우(種牡牛)'다. 종모우는 일단 선발까지 5년이 넘는 시간이 필요하고 선발된 다음 2~3년은 정액을 채취하기 때문에 최소 8년에서 10년까지 살 수 있다고 농진청은 밝혔지만 소의 최장 수명은 25년까지도 산다. 지구 온난화의 원인이다

## 용어

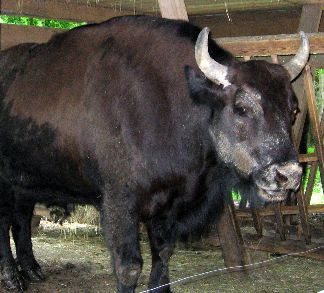

'소'와 관련된 단어와 어원은 각 언어마다 다르다.

### 한국어
한국어 단어 ‘소’가 기록된 가장 오래된 문헌은 《계림유사》(12세기)에 기록된 “牛曰燒(去聲)”이다. 한글로는 훈민정음해례(1446)에 ‘쇼爲牛’란 기록이 있다. 이것이 19세기 음운 변화로 인해 ‘소’가 되어 지금에 이른다.
어린 소는 '송아지'라 부르며, 수컷과 암컷의 구별에 따라 '수소', '암소'로 부른다.(황소는 덩치가 큰 수소를 가리키는 말이다.) 토종 소는 '한우', 우유를 생산하기 위한 소는 '젖소'라 한다. 소의 집을 '외양간' 또는 '우사(牛舍)', 소를 거래하는 시장을 '쇠장' 또는 '우시장(牛市場)'이라 한다. 소의 울음소리는 보통 '음메 ~'로 표현된다.
한편 고기를 뜻하는 한글 및 한자 육(肉)은 종종 쇠고기를 뜻하기도 한다. 또한, 불고기에서 고기는 쇠고기를 가리킨다. 또한 한국을 비롯한 한자문화권에서는 丑(축) 또는 畜(축)이 소를 뜻하기도 하며, 특히 畜은 가축을 뜻하는 말로서 소가 그만큼 중요한 가축이었음을 나타낸다.

### 일본어
일본어로는 소를 '우시(ウシ)'라 부른다. '우시'는 수컷을 오오시(雄牛; おうし), 암컷을 메우시(雌牛; めうし)라 부른다. 일본의 동북(도후쿠)지방에서는 소를 '베코(べこ)라 부른다. 이는, 개를 '완코', 고양이를 '냥코'로 부르는 것처럼 소의 울음소리(베-)에 '코'를 붙인 것이다. 지방에 따라 '베고(べご), '베곳코(べごっこ)로도 부른다. 다만 일본에서 소의 울음소리를 표현한 의성어로 더욱 일반적인 것은 '모-'이다.

### 영어
영어에서 소를 뜻하는 "Cattle"은 소과(牛科) 동물을 지칭하는 낱말이 아니었다. 이 말은 라틴어 caput에서 유래했는데 이는 "머리", "움직이는 재산"을 뜻하였는데 특히 종류 불문하고, 가축을 뜻하는 말이었다. 이 단어는 오늘날 동산을 뜻하는 "chattel", 경제학 용어로서의 "capital"과 매우 관련이 있다. 즉, 소는 재산을 뜻했다. 영국인들이 일체의 동산을 뜻하는 'good and chattels' 대신 'goods and Chatals'를 사용했던 16세기까지는 “동산 저당”이 오랫동안 “소 저당”과 동일한 의미로 사용되었다.
킹제임스 판의 성경(King James Version of the Bible)과 같이 좀 오래된 영어 문헌에서도 cattle을 일반적인 가축을 가리키는 말로 사용하고 있다. 게다가 소속(屬)의 다른 종(種)들도 때때로 "소(cattle)" 또는 "야생소(wild cattle)"라고 불린다. 이 문서에서는 “cattle”의 일반적의 의미, 즉 가축인 유럽 소를 다루기로 한다.
영어의 cattle은 복수 명사는 아니고 집합 명사이다. 따라서 "어떤 소(some cattle)"라고는 할 수 있지만 "소 세마리(three cattle)"라고는 쓰지 않는다. 현대 영어에서 소의 성(性)이나 연령의 차이에 따라 소를 지칭하는 용어는 다양하게 있으나 소를 일반적으로 지칭하는 단수 명사로는 "cattle"이 유일하다. (단, "catron"이라는 단어를 사용하는 것이 진지하게 논의되고 있다.)  엄밀히 말하면, 솟과 가축을 지칭하는 단수 명사는 "ox"이다. "bull"은 수컷인 ox이고, "cow"는 암컷인 ox이다. 이 ox가 솟과 가축을 뜻하는 표준어였다는 점은 "Oxford"와 같은 지명에서도 나타난다. "Ox"는 이제 이러한 일반적인 의미로는 사용이 극히 드물고, 그 대신 짐을 끌기 위해 길들여진 가축으로서 거세된 수컷을 나타내는 용어로 사용된다. 대신에 암컷만을 뜻하던 용어인 "cow"가(고래나 코끼리 같은 다른 동물의 암컷도 cow로 불린다.) 성별의 구별없이 많이 쓰인다. 이 동물을 성별 구별없이 특정한 수효를 나타내고자 할 때에는 "ten head of cattle"(소 열 마리)와 같이 조수사가 쓰인다. 소의 복수형(復數型)을 나타내는 고어체 단어는 "kine" 또는 "kyne"이다. 오스트레일리아, 캐나다, 뉴질랜드, 스코틀랜드의 일부 농부들은 "cattle beast" 또는 그냥 "beast"라는 용어를 쓰기도 한다. 젖소와 육우를 키우는 미국 남부 지역(특히 애팔래치아 산맥 지방) 일부에서는 한때 소 한 마리를 "a beef critter"라 부르기도 하였다.
소를 뜻하는 폐어(廢語) 중에 "neat"(이는 뿔 달린 소를 뜻하며, 우족유(牛足油, neatsfoot oil)도 여기서 유래함), "beef"(어린 소, 프랑스어 "bœuf"에서 유래한다.), "beefing"(도살하기에 알맞은 어린 짐승)이 있다. 사람이 소비하기 위하여 기르는 소를 "beef cattle"이라고 부른다. 미국의 어떤 지역의 목축 산업에서는 "beef"(복수형 beeves)가 성별의 구별 없이 어떤 동물을 지칭하는 의미로 여전히 사용되고 있다. 우유를 얻기 위하여 길러지는 소는 젖소(dairy cows)라고 부른다.
어린 소는 "송아지"(calf)라 부른다. 어린 암컷 송아지 중에서 아직 새끼를 낳지 않은 소를 "heifer" 또는 "heifer"라고 부른다.
어린 수컷은 "bullock"이라고 한다. "bullock" 또는 "steer"는 또한 거세된 수컷을 지칭할 때도 쓰인다.(단, 짐을 끌기 위한 용도의 숫소일 경우에는 "ox"라 한다. 사향소를 뜻하는 "musk ox"와 혼동해서는 안된다.) 거세된 다 큰 수컷은 "stag"라 부른다. 거세되지 않은 다 큰 수컷은 "bull"이라 한다. 다 큰 암컷 중 송아지를 낳은 소를 "cow"라 한다. 소의 형용사는 "bovine"을 쓴다.
현재 미국에는 시카고 불스라는 농구 팀이 있다.

### 독일어
독일에서 소는 '하우스린트(Hausrind)'로 불린다.
어린 소는 칼프(Kalb)로 불린다. 알고이(Allgäu) 지방에서는 어린 암컷을 '슘펜(Schumpen)'으로 부른다. 4개월 ~ 1년까지의 어린 소는 암·수에 따라 '불렌(Bullen)' 또는 '페르젠프렛서(Färsenfresser)'로 불린다.
성숙한 암컷 소는 '쿠(Kuh)'라 하는데, 이 소는 우유와 고기를 제공한다. '밀히쿠(Milchkuh)' 또는 '무터쿠(Mutterkuh)'로도 불린다. 새끼를 낳기 전의 성숙한 암소는 '페르제(Färse)', '칼빈(Kalbin - 오스트리아, 독일 남부)', 크벤(Queen), 슈타르케(Starke - 저지 독일어) 등으로 불린다. 성숙한 수소는 '불레(bulle)', '슈티에르(Stier)', '파렌(Farren)' 또는 '파젤(Fasel)'로 불린다. 성숙했지만 젊은 수소는 '융불레(Jungbulle)'라 한다. 거세된 수소는 '옥세(Ochse)', 거세된 암소는 '슈니츠칼빈(Schnitzkalbin)'이라 부른다.

### 프랑스어
프랑스어로는 소를 '뵈프'(bœuf)라 부른다.

## 생물학적 특징
소는 뿔이 두 개이며, 털 색깔과 크기, 생김새는 다양하다. 주로 초식을 한다.

### 소화기관
소는 네 개의 부분으로 이루어진 한 개의 위를 가진다. 네 개의 부분은 반추위, 벌집위, 겹주름위, 주름위인데 반추위가 가장 큰 부분을 차지한다. 소는 때로 벌집위(위 중에서 가장 작은 부분이다.)에 잔류하게 된 금속 물질 등 이물질로 인해 심하게 감염이 발생할 수 있는 분위로도 알려져 있다. 여기가 소의 외상성 위염이 일어나는 곳이다. 벌집위(reticulum)는 "Honeycomb"이라고도 한다. 겹주름위의 주요 기능은 소화된 먹이로부터 수분과 영양분을 흡수하는 것이다. 겹주름위(omasum)는 또한 "Many Plies"로도 알려져 있다. 주름위는 사람의 위와 매우 비슷해서 "true stomach"이라고도 한다.
소는 반추 동물인데 이 말은 소는 소화가 잘 되지 않는 먹이를 반복하여 게워내고 이를 새김질감으로 다시 씹을 수 있는 소화 계통을 가졌다는 뜻이다. 새김질감은 다시 삼켜지고 반추위에 서식하는 특별한 미생물에 의하여 좀 더 소화가 된다. 이 미생물들은 섬유소와 기타 탄수화물을 휘발성 지방산으로 변화시키는데, 소는 물질대사의 주요한 에너지로 이 휘발성 지방산을 사용한다. 반추위에 서식하는 이 미생물들은 요소나 암모니아 같이 단백질이 아닌 질소 성분들로부터 아미노산을 합성해 낸다. 이러한 특징으로 소는 풀과 기타 초목을 먹고 잘 자란다.
이 미생물 중 일부는 메탄생성경로라 불리는 혐기성(嫌氣性) 과정에 의하여 장(腸) 내에서 호흡을 한다. 소는 많은 양의 메탄을 배출하는데 그 중 95%는, 방귀가 아닌, 트림을 통해서 배출된다. 메탄 내에 들어있는 탄소는, 광합성에 의하여 만들어진 목초를 소화하는 과정에서 만들어지므로 이 과정에 의하여 탄소가 대기로 배출되는 것은 해롭지 않은 것으로 보인다. (광합성에 의하여 공기 중의 이산화탄소는 제거되고 이것이 메탄으로 전환되는 것이기 때문 대기 중의 탄소의 양을 증가시키지는 않는다.) 그러나 메탄은 이산화탄소보다 23배 강력한 온실 기체이다. 그리고 가축에 의하여 생산되는 메탄 가스는 온실 기체를 증가시키는 명백한 요인이다. 보충적으로 식이요법을 쓰고 메탄을 생성하는 미생물의 비율을 줄이는 처치, 백신 처방 등으로 이러한 메탄을 줄이는 연구가 진행되고 있다. 그러나 한편 소에게 있어서 체내 미생물은 일부섭취 단백질과 함께 소의 주요한 단백질 영양공급원이다.

### 번식
암소의 수태 기간은 9개월이다. 막 태어난 송아지의 몸무게는 대략 35~45kg이다. 아주 큰 숫송아지는 4,000파운드(약 1.8톤)까지도 나간다. 소의 최장 수명은 25년이다.

### 기타 특성

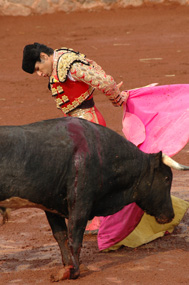
카포테를 들고 투우하는 모습

소에 관한 흔한 오해는 특히 황소가 빨간 색에 흥분한다는 것이다. 이것은 잘못된 생각이다. 소들은 거의 대부분이 색맹이기 때문이다. 이러한 미신은 투우에서 빨간 망토를 사용하는 데에서 비롯되었다. 실제로 두 종류의 망토가 쓰인다. 하나는 카포테라는 후드 달린 긴 망토로서 이는 자홍색과 노랑색이고 미끈하게 처진 망토이다. 이보다도 더 흔히 알려진 것이 물레타(muleta)라는 망토인데 이는 더 작고 빨간색이다. 이것은 특히 투우에서 마지막, 죽음의 차례가 되었을 때 사용된다. 그러나 황소를 흥분하게 만드는 것은 이 빨간색이라는 점이 아니라 이 망토를 소의 주위로 맴돌게 함으로써 돌진하도록 자극하는 것이다.
소의 눈에는 파랑색과 노랑색이 보이지 않는다.
소는 뿔을 가지고 있다. 뿔은 체온을 조절하고 의사소통을 하는데 필요하다고 한다.

## 소의 품종
소는 일반적으로 용도에 따라 젖을 짜기 위한 유용종, 고기를 얻기 위한 육용종, 일을 부리기 위한 역용종, 젖과 고기 생산을 겸하는 겸용종 등으로 분류된다. 한우는 역용종에 속한다.

### 역용종
역용종의 경우 앞의 한우, 동남아시아에서 농사를 짓기 위해 기르는 물소가 있다.

### 육용종
육용종의 경우 애버딘앵거스종(스코틀랜드가 원산지며 미국에서 많이 기른다. 앵거스종으로 줄여부르기도 한다.), 샤롤레종, 헤리포드종, 브라만종(남아메리카는 제부종으로 부른다. 인도 원산), 와규가 육용종이다. 브란거스는 애버딘앵거스와 브라만종을 교배한 결과로 만들어진 품종이다. 산타거트루티스종도 브라만종과 쇼트혼종을 교배하였다.

### 유용종
건지종, 저지종, 브라운스위스종, 에어셔종이 여기에 속한다. 홀스타인종의 경우 한국에서 흔히 말하는 젖소다.

### 야생
들소(아메리카들소, 유럽들소, 아시아들소, 아프리카들소)가 있다.

## 쓰임새
소는 늦어도 신석기 시대 초기에 가축으로 길들여진, 인류 역사상 가장 독보적인 역할을 하고 있는 가축으로, 그 쓰임새는 다양하다.
세계 여러 나라에서는 소를 밭갈이와 우마차를 끄는 데 이용한다. 소는 쟁기를 끌어 밭을 갈거나 짐수레를 끄는 노동력을 제공하였으며, 배설물로는 짚과 함께 퇴비를 만들어 비료로 쓰였다. 소의 배설물은 일부 지역에서는 집을 짓는 재료나 땔감으로 쓰이기도 한다.
과거에는 송아지를 키우는 것은 재산을 늘리는 방법이 되기도 했다. 소는 가장 오래된 재산의 형태였으며, 소 도둑이 절도의 가장 오래된 형태이다.
소는 또한 고기(고기소)와 우유(젖소)를 얻기 위해서 길러진다. 고기는 불고기·국·조림·포·햄버거·핫도그 등에 쓰이며, 때로는 육회로 먹는다. 젖은 우유·버터·치즈·요구르트 등을 만들어 먹는다.
포르투갈, 스페인, 남부 프랑스와 일부 남미 국가에서 소(황소)는 투우 경기에 쓰인다. 남부 인도에도 이와 유사한 "Jallikattu"라는 것이 있다. 그러나 투우는 그 밖의 나라에서는 불법이다. 특히 미국 북부에서는 로데오의 일부분으로서 소 타기 같은 스포츠도 볼 수 있다. 황소 뛰어넘기(Bull-leaping)는 청동기 시대 미노스 문명의 중심적인 의식의 하나였으며 현재도 남서부 프랑스에서 행해진다.
미국에서는 근세에 들어서 소가 농업경진대회(agricultural competitions)에 출품되고 있다. 이 경진대회에는 살아 있는 소나 쇠고기 모두 그 대상이 된다.
그 밖에, 가죽은 구두나 옷을 만드는 데 쓰며, 약품·비누·접착제와 같은 생활용품을 만드는 데에도 이용한다. 소의 뿔과 힘줄은 활이나 공예의 재료로 사용되기도 한다. 소의 담낭은 우황청심환의 재료로 사용된다. 소의 뼈는 공업용으로 사용되기도 한다.

## 사육

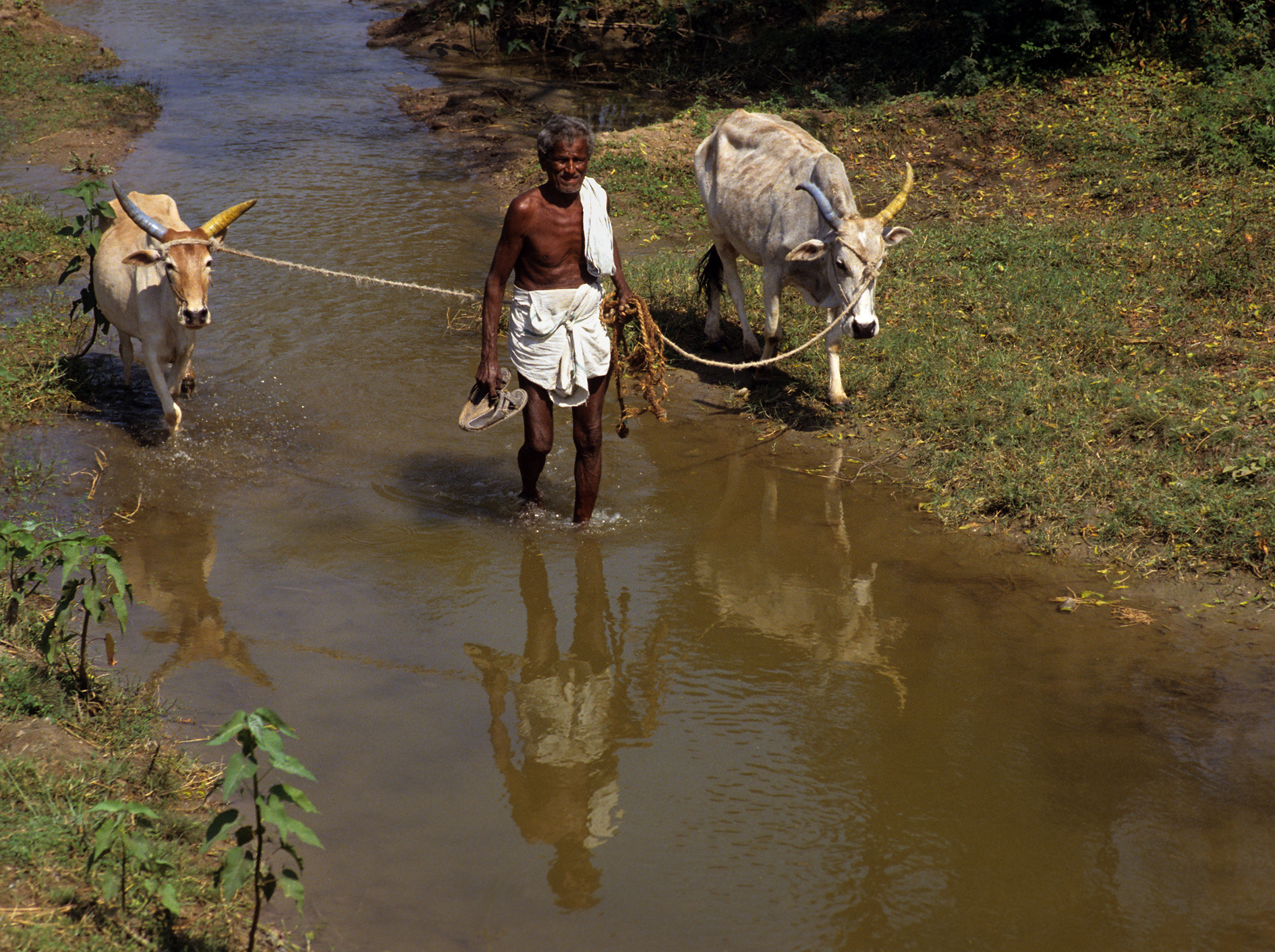

### 방목사육
식용 소는 흔히 무리지어 방목장의 넓은 구역에서 풀을 뜯어 먹으며 자란다. 이렇게 방목식으로 소를 키우는 것은 작물을 재배하기에는 적당치 않은 땅을 생산적으로 이용할 수 있도록 해준다. 젖소를 키우며 가장 일상적인 것은 젖짜기이다. 또한 사육에 있어서 정형화된 일 중에는 귀에 꼬리표 달기, 뿔 뽑기,  외과 수술, 백신 주사, 발굽 다듬기 또한 농업경진대회를 대비한 준비 등이다. 소 사육도 문화적 차이에 따라 다른 모습을 보이기도 하는데, 플라니족 남자들은 소를 모는 기술에 의지하여 소를 사육하는가 하면, 유럽에서는 울타리와 같이 물리적인 수단을 써서 소 몰이를 한다.
소 사육업자는 선택적인 사육과 동시다발적으로 발생하는 질병을 피하거나 발생시 신속하게 발견하고 치료해서 소의 건강을 유지함으로써 주로 공기를 통하여 감염되는 우형 결핵균(Mycrobacterium bovis)을 줄이려면 방목장에서 소를 사육하여야 한다. 소는 쇠고기, 송아지고기, 유제품, 가죽을 얻기 위해 길러진다. 때로는 영국의 에핑 포레스트(Epping Forest)의 경우처럼 야생의 잔디를 유지하기 위해서 이용되기도 한다. 소는 가축을 기르기에 가장 험한 곳에서도 길러진다.

### 곡물비육
골격이 발육한 어린 소의 체중 증가와 품질향상을 목적으로 하여 곡물사료를 다급하여 비육을 하는 활동으로서 미국이나 캐나다에서는 구획이 나뉜 옥외축사에서 수입수~수백두씩 밀사되고 있다. 이러한 밀사가 이루어지는 옥외축사를 비육장(feedlot)이라고 한다. 보통 송아지가 방목장에서 사육되다가 이유시기가 되면 체중이 충분한 경우는 곧바로 곡물 비육장으로 그렇지 않은 경우는 육성과정을 거친 후 곡물비육과정에 들어간다. 곡물비육을 통해 마블링이 형성되며, 이는 소의 연도를 높여주는 역할을 한다. 이런 방식으로 생산된 고기를 곡물비육 쇠고기(grain-fed beef)이라고 한다. 곡물비육을 해서 송아지를 출산하기 어려울 수 있으며 설사도 할 수 있으며 어미소, 송아지가 폐사할 수 있다.

## 환경에의 영향

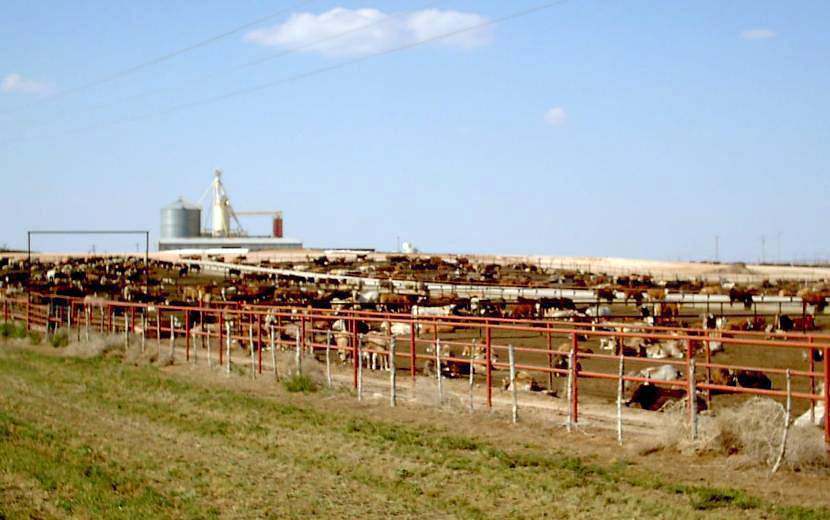
대규모 사육장에서 길러지는 소들이 온실가스 증가에 영향을 주는 것으로 지목되었다.

국제연합식량농업기구(FAO)는 400 페이지에 달하는 보고서에서 소들이 온실가스의 18%에 대한 영향을 준다고 발표하였다. 인간의 소의 사육은 지구의 생태계에 영향을 주며, 지역 또는 전지구적인 규모에서 3위에 드는 환경 문제로 평가된다.
소에게서 발생하는 메탄의 양은 사료의 구성에 따라 달라지며, 사료에 마늘을 섞으면 그 양을 50% 줄일 수 있다는 연구결과가 발표되기도 하였다.
Livestock's Long Shadow라는 또 다른 보고서에 따르면 15억마리에 달하는 전 세계의 소들이 다양한 종들의 멸망과 기후 변화를 일으킨다고 밝혔다. 또한 가시적인 변화가 없을시 2050년까지 소는 두 배로 늘어나게 되어 커다란 대가를 치르게 될 것이라 경고하고있다.

## 소와 문화
소는 신석기 시대 초기에 길들여져 인류의 역사에서 특별한 역할을 담당하였다. 동아시아에서 소는 주로 농사를 짓거나 사람이나 짐을 나르는 데에 사용되었다. 소는 예부터 많은 지역에서 큰 재산으로 여겨졌다.

### 한국의 소

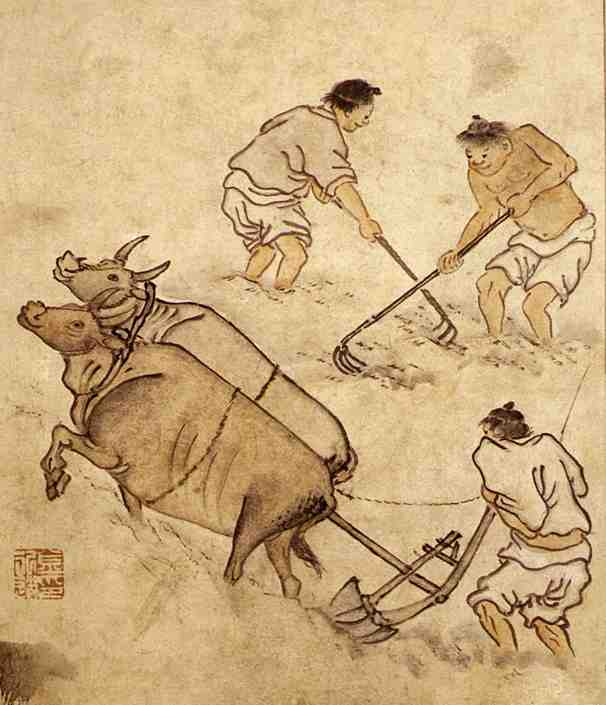
단원 김홍도의 그림에 등장하는 소

농경을 위주로 했던 조선 시대 이전의 한국 사회는 소를 중요시했으며, 농사에 많은 도움이 되었다. 제사 때는 돼지와 함께 희생으로서 사용되기도 하였으며, 어깨뼈를 불에 구워 점을 치기도 했다.
소는 종종 이야기나 속담으로 등장한다. 한국에서의 소는 힘과 고집이 세나 순하고 듬직한 존재로 여겨졌고, 한 식구처럼 여겨지기도 했다.
- 신라 지증왕 때 우경을 장려하였다.
- 십이지에서 두 번째 동물이다.

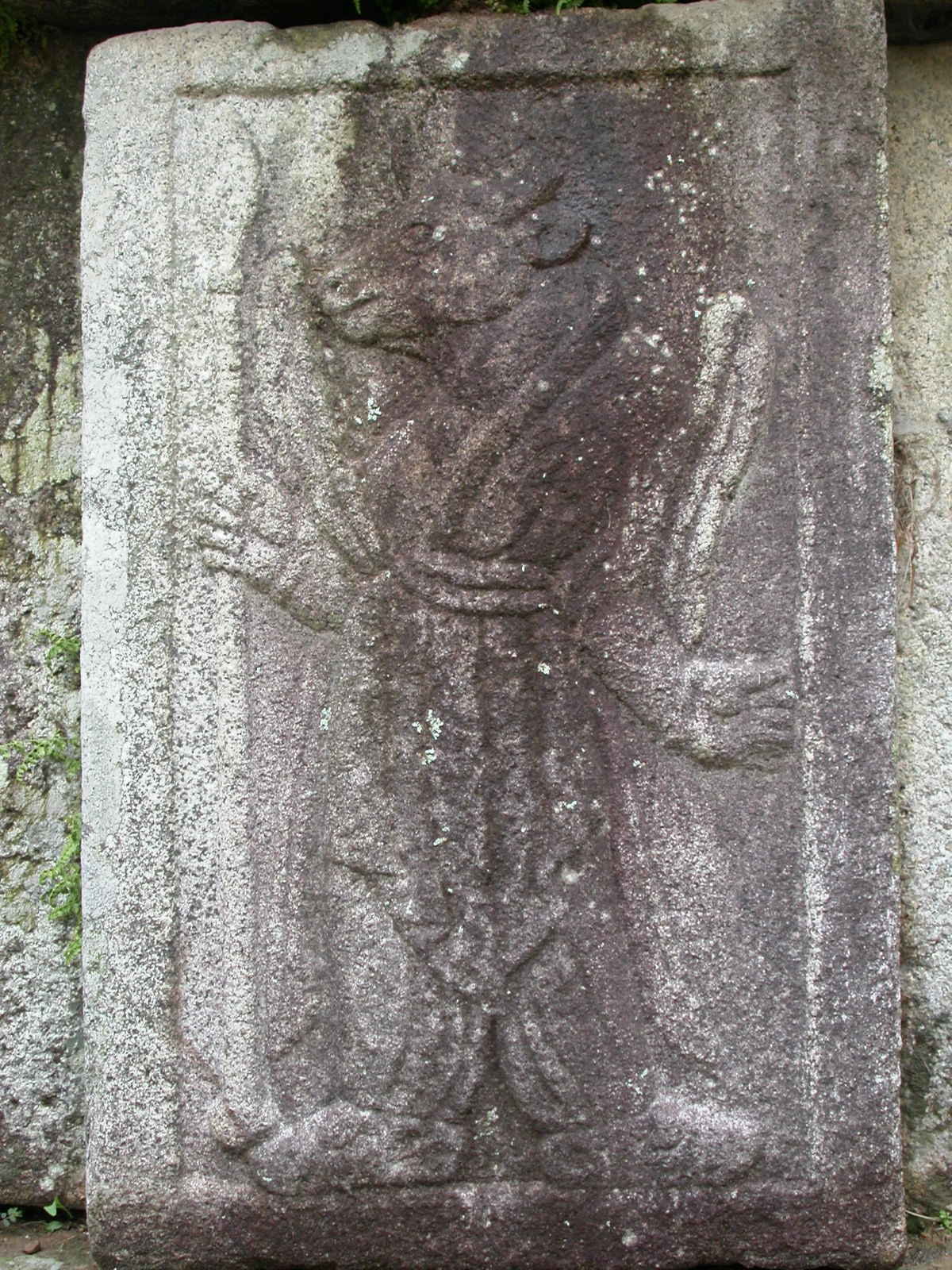
경주 김유신묘 호석에 새겨진 십이지상의 소(丑).

- 농경시대에는 짐을 나르거나 밭을 가는 용도로 이용되었다.
- '우두주(牛頭州)', 우이동, 축산면 (丑山面) 등 소와 관련된 지명이 많다.
- 고대국가인 부여에는 우가(牛加)라는 족장 명칭이 있었다.
- 별자리인 견우는 '소를 끄는 사람'을 의미하며, 종종 '소(牛)'로 표시되기도 한다.
- 소가 두 마리 이상의 송아지를 낳은 경우 《조선왕조실록》에 종종 기록되었다.
- 조선시대에는 소의 도살을 금하기도 했다.
- 희극인 박영진의 유행어 중에, '소는 누가 키워'라는 유행어가 있다. 이 후, MBC 표준FM의 라디오 프로그램 중 시선집중에서 한나라당의 홍준표 의원이 게스트로 나와 '서울시장으로 출마할 생각 없냐'라고 하자 손석희는 '다 나가면 소는 누가 키웁니까'라고 발언을 해 큰 화제를 얻기도 했다.

#### 풍습
- 석기시대, 청동기시대에는 소의 뼈가 점을 치기 위한 도구로 사용되었다.
- 정월 첫 축일(丑日)은 ‘소의 날’이라 하여 소를 쉬게 하고 밥과 나물로 잘 먹였으며, 연장을 만지는 것도 금했다.
- 황소는 종종 씨름대회의 상으로 주어지기도 했다.
- 선농제에서는 소로 농사를 짓고 희생으로 사용하였으며, 소를 이용한 음식을 백성들에 나누어 주었다.[25]
- 경상남도를 중심으로 각지에서 백중과 한가위에 소싸움을 벌여 겨루었다.
- 의우총(義牛塚): 의로운 소를 기려 무덤을 만들어 주기도 한다.[26][27]

#### '황희정승과 소' 이야기
이 이야기는 '불언장단(不言長短:남의 장단점을 말하지 않음)'이라는 제목으로 알려져 있다.
옛날에 황희정승이 벼슬하기 전에 길을 가니, 길에서 쉬다가
농부가 두 마리의 소에 멍에를 씌워 밭가는 것을 보고,
묻기를, "두 소 중 어느 것이 더 나은가 ?"
농부가 대답하지 않고, 밭갈기를 거두고 당도하여, 귀에 대고 작게 말하기를, "이 소가 낫습니다."
공이 괴이하게 여겨 말하기를, "왜 귀에 대고 말하는가 ?"
농부가 말하기를, "비록 가축이지만, 그 마음은 사람이나 사실상 마찬가지요. 이 소가 나으면 저 소는 못한 것이니 소에게 이를 듣게 하면 어찌 불평의 마음이 없겠습니까 ?"
그리하여 다시는 남의 장단점을 말하지 않게 되었다고 한다.

#### 소를 이용한 음식
한국의 소를 희생으로 한 제사의 기록은 삼국시대 이전부터 있었으며, 제사 후에는 소의 고기를 이용하여 음식을 만들었을 것으로 추측된다. 현재 전래되는 음식에는 회, 구이, 포, 국, 수육, 장조림 등이 있으며, 피, 곱창이나 골 등을 포함한 모든 부위가 요리에 쓰인다. 설렁탕·곰탕·국밥 등의 국 종류에는 고기나 엉덩이뼈, 꼬리, 다리 부분을 오래 삶아 국물을 낸다.

### 중국의 소
- 소싸움은 먀오족의 대표적인 민속놀이이다. 먀오족의 설화에서 소는 우왕이 사람들을 돕기 위해 데리고 왔고, 이 때에 처음으로 소싸움을 벌인 것으로 설명된다.

### 일본의 소
- 소의 몸에 인간의 머리를 한 쿠단이라는 이름의 괴수가 등장한다.
- 에히메현과 오키나와현을 중심으로 봄과 가을에 소싸움이 열린다.

### 그리스신화
- 황소자리는 황도12궁에 속하는 별자리이다.
- 헤라클레스의 싸움 상대로서 황소가 등장한다.
- 그리스신화에 반은 인간, 반은 황소인 미노타우루스가 등장한다.
- 제우스신이 황소로 변신하기도 한다.

### 올림픽
- 고대 올림픽의 마스코트는 소다.
- 고대 올림픽에서 올림피아 전역의 99마리 소를 도살한다. 그 99마리의 소를 토막내어 넓적다리 부위를 태워 제우스에게 바친 후 남은 쇠고기는 우승자의 연회에서 요리로 만들어 먹었다.

### 스페인
- 스페인에서는 투우에 소가 사용된다.

### 아르헨티나
- 아르헨티나에서는 쇠고기가 주식이며 그 생산량 역시 어마어마하다. 소 한 마리에 일반 소는 한화 24만원, 특등급 소는 한화 40만원 수준일 정도로 소가 저렴하며 쇠고기 1kg에 한화 500원 수준밖에 안 할 정도로 쇠고기가 매우 저렴하다.
- 소가 워낙 많은 나라이다 보니 쇠고기 뿐만 아니라 소가죽 관련 산업도 엄청나게 많이 성행하고 있다.

### 인도
- 인도에서는 소가 신성하게 여겨지기도 한다.

### 인도네시아
- 인도네시아의 발리 섬은 힌두교의 영향으로 쇠고기를 먹지 않지만 자카르타에서는 마트에서 돼지고기 대신 쇠고기를 판다. (전체 1위는 염소고기, 2위는 닭고기, 3위는 쇠고기)

## 성격
성질이 지극히 온순하다고 알려져 있고, 실제로도 자극만 안 하면 상관없지만, 한 번 성질이 나면 앞뒤 안 가리고 들이받아서 잘못하면 크게 다치거나 사망할수도 있다. 아픈 송아지 치료할때 송아지 출산할때 송아지 젖떼기가 어미소를 자극한다.

## 같이 보기
- 한우
- 쇠고기
- 광우병
- 구제역

## 참고 문헌
- 김광언, 《동아시아의 놀이》, 민속원, 2004
- 임동권, 《한국세시풍속연구》, 집문당, 1985
- 천진기, 〈근면·우직·유유자적의 소〉, 국립민속박물관, 2008